# Fürstlicher Thiergarten
Der Fürstliche Thiergarten der Fürsten zu Thurn und Taxis liegt im Oberpfälzer Landkreis Regensburg zwischen Altenthann, Sulzbach a.d.Donau, Wiesent und Frauenzell.

## Beschreibung
Die parkähnliche und heute öffentlich zugängliche Landschaft mit Forsthäusern und Jagdhütten umfasst ein Areal von 2800 Hektar, in dem u. a. Luchse, Wildschweine, Rotwild, Biber, Fischotter, Schwarzstörche, Molche, Gelbbauchunken und Kröten leben.
Auf dem Areal befindet sich seit 1968 auch eine Golfanlage des Golf- und Landclub Regensburg e.V., der von Donald Harradine angelegt wurde.

## Geschichte
Der Fürstliche Thiergarten wurde 1813 als Jagdwald der Fürsten zu Thurn und Taxis angelegt und war und ist auch heute noch weitgehend eingezäunt. Das dortige Thurn und Taxis’sche Jagdschloß führt seit 1888 den Namen „Jagdhaus Thiergarten“. Die mehrteilige Jagdhauskolonie Aschenbrennermarter wurde im Landhausstil 1893–99 wohl nach Plänen von Max Schultze für Fürst Albert I. von Thurn und Taxis erbaut.
Am 1. Oktober 1988 brach beim Jagdschloss Aschenbrennermarter der bayerische Ministerpräsident Franz Josef Strauß zusammen und starb wenige Tage später, am 3. Oktober 1988, im Regensburger Krankenhaus der Barmherzigen Brüder.